# Lúky
Lúky és un poble i municipi d'Eslovàquia que es troba a la regió de Trenčín. La primera menció escrita de la vila es remunta al 1471.

## Demografia
| Godina             | 1994 | 2004   | 2014   | 2024   |
| ------------------ | ---- | ------ | ------ | ------ |
| Nombre de persones | 942  | 952    | 912    | 901    |
| Diferència         |      | +1,06% | −4,20% | −1,20% |

| Godina             | 2023 | 2024   |
| ------------------ | ---- | ------ |
| Nombre de persones | 892  | 901    |
| Diferència         |      | +1,00% |